# 넬슨 왕
넬슨 왕(Nelson Wang, 1950년 출생)은 중국인 후손의 인도 식당 경영자이자 뭄바이의 켐프스 코너 지역에 있는 차이나 가든(China Garden) 레스토랑의 설립자이다. 다양한 출처에서 그가 인기 있는 인도/중국 요리인 "치킨 만주리안"을 발명했다고 인정한다.

## 개인 생활
왕은 콜카타에서 태어났다. 그는 중국인 이민자의 아들이다. 그러나 그가 태어난 지 며칠 만에 아버지가 돌아가셨고, 어머니에 의해 위탁 가정으로 보내졌다. 그의 위탁 아버지는 요리사였으며, 왕은 자신의 요리 사랑을 위탁 아버지에게서 비롯되었다고 말한다.

## 초기 경력

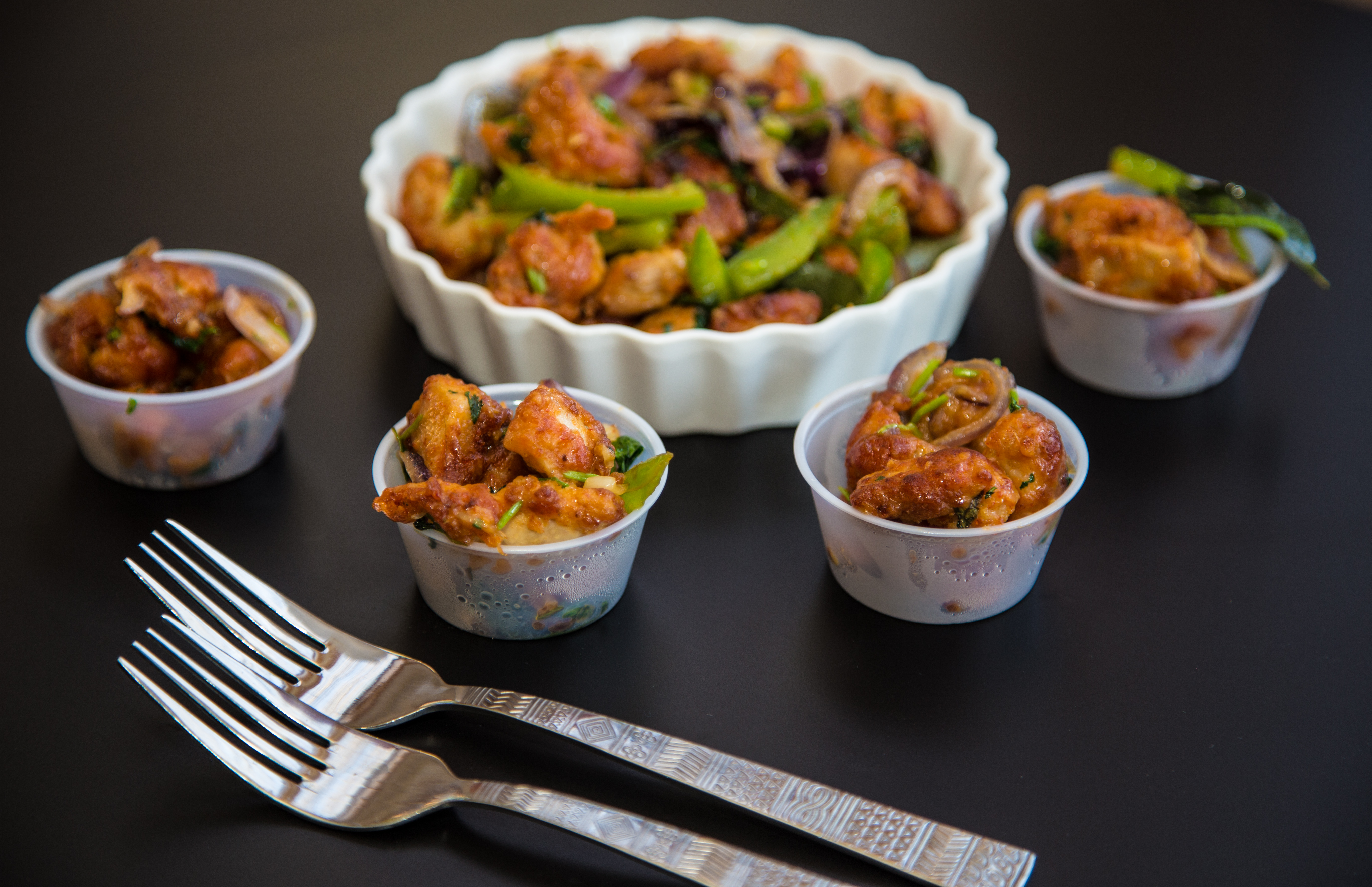
하이데라바드의 한 식당에서 제공되는 치킨 만주리안

왕은 1974년에 ₹27만 가지고 뭄바이에 왔다. 그곳에서의 첫 직업은 콜라바의 작은 식당이었다. 그는 또한 림보 댄서를 포함한 다양한 잡다한 직업을 가졌는데, 그는 자신이 이 분야에 능숙하다고 주장한다. 왕 자신에 따르면, 그는 인도 크리켓 클럽의 요리사였는데, 1975년에 한 손님이 메뉴에 없는 새로운 요리를 만들어달라고 요청했다. 그는 인도 요리의 기본 재료인 다진 마늘, 생강, 고추를 사용하기 시작했지만, 다음에는 가람 마살라를 추가하는 대신 간장을 넣었고, 이어서 옥수수 녹말과 닭고기를 넣었다. 그 결과가 치킨 만주리안이었다.

## 차이나 가든
왕은 1983년에 CCI에서의 직장을 떠나 자신의 식당을 열었다. 그의 식당은 인기를 얻었고, "인도 최고의 식당"이라는 다양한 상을 수상했다. 왕과 차이나 가든은 크림 옥수수 크림, 치킨 롤리팝, 대추 팬케이크 및 매콤 새콤 수프를 포함한 여러 다른 인도 중국 요리를 발명하거나 대중화한 것으로 평가받는다. 그와 그의 아들 헨리, 에디는 뭄바이, 델리, 구루그램, 하이데라바드, 벵갈루루, 푸네, 고아주를 포함한 인도의 여러 지역에 여러 식당을 열었다. 네팔 카트만두에서도 이용 가능하다.
이 식당은 1999년에 건축 바닥 면적에 대한 해안 규제 구역 규칙을 위반하여 문을 닫으라는 법원 명령을 받으면서 문제가 발생했는데, 이 사건은 14년 이상 걸렸다. 레디프의 한 칼럼니스트는 이 판결이 "말도 안 된다"고 비판했다. 그는 2000년 8월 크로스로드 몰에 식당을 다시 열었다.
그 이후로 차이나 가든은 원래 위치인 옴 챔버스에서 다시 문을 열었다.